# Hsieh Yen-Chiu
Hsieh Yen-Chiu es una deportista taiwanesa que compitió en taekwondo. Ganó una medalla de bronce en el Campeonato Asiático de Taekwondo de 1998, en la categoría de –70 kg.

## Palmarés internacional
| Representando a China Taipéi |                              |                   |           |
| Campeonato Asiático          |                              |                   |           |
| Año                          | Lugar                        | Medalla           | Categoría |
| 1998                         | Ciudad Ho Chi Minh (Vietnam) | Medalla de bronce | –70 kg    |